# The Wallabee Champ
The Wallabee Champ to wydana przez amerykańskiego rapera Ghostface Killah kompilacja swoich najlepszych utworów.

## Lista utworów
| #  | Tytuł                   | Czas | Tekst                              | Producent   | Występują                                 | Sample                          |
| -- | ----------------------- | ---- | ---------------------------------- | ----------- | ----------------------------------------- | ------------------------------- |
| 1  | "Intro”                 | 0:57 | D. Coles                           |             | Ghostface Killah                          |                                 |
| 2  | "Wallabee Champ”        | 2:12 | Dennis Coles                       |             | Ghostface Killah                          | - "Girls, Girls, Girls” – Jay-Z |
| 3  | "ABC”                   | 1:43 | Dennis Coles                       |             | Ghostface Killah                          | - "ABC” – The Jackson 5         |
| 4  | "Roosevelts”            | 3:04 | D. Coles, C. Woods, i T. Bailey    | DJ Muro     | Ghostface Killah, Raekwon, i Trife        |                                 |
| 5  | "Watch Your Mouth”      | 3:57 | Wu-Tang Clan                       | DJ Scratch  | Wu-Tang Clan                              |                                 |
| 6  | "Tony Sigel”            | 3:31 | Dennis Coles i D. Grant            | LV & Sean C | Ghostface Killah, Beanie Sigel i Styles P |                                 |
| 7  | "Trials Of Life”        | 3:00 | D. Coles i A. Johnson              |             | Ghostface Killah i Prodigy                |                                 |
| 8  | "Hidden Darts”          | 2:45 | D. Coles                           |             | Ghostface Killah                          |                                 |
| 9  | "The Rich”              | 3:18 | D. Coles                           |             | Ghostface Killah i Raekwon                |                                 |
| 10 | "We Dem Niggaz”         | 3:03 | D. Coles                           |             | Ghostface Killah                          |                                 |
| 11 | "Run (Remix)”           | 4:36 | D. Coles, J. Phillips, i D. Carter | RZA         | Ghostface Killah, Jadakiss, i Lil Wayne   |                                 |
| 12 | "Good Times”            | 3:52 | D. Coles                           |             | Ghostface Killah, Lord Superb             |                                 |
| 13 | "Charlie Brown (Remix)” | 2:30 | D. Coles                           | Pete Rock   | Ghostface Killah                          |                                 |
| 14 | "Clips”                 | 3:15 | D. Coles                           |             | Ghostface Killah                          |                                 |
| 15 | "Clientele”             | 4:08 | D. Coles, C. Woods, i J. Cartagena |             | Ghostface Killah, Raekwon, i Fat Joe      |                                 |
| 16 | "Crockett i Tubbs”      | 1:30 | D. Coles i C. Woods                |             | Ghostface Killah i Raekwon                |                                 |
| 17 | "93 Freestyle”          | 7:19 | D. Coles i C. Smith                |             | Ghostface Killah i Method Man             |                                 |